# Denkmal für Oliveira Martins

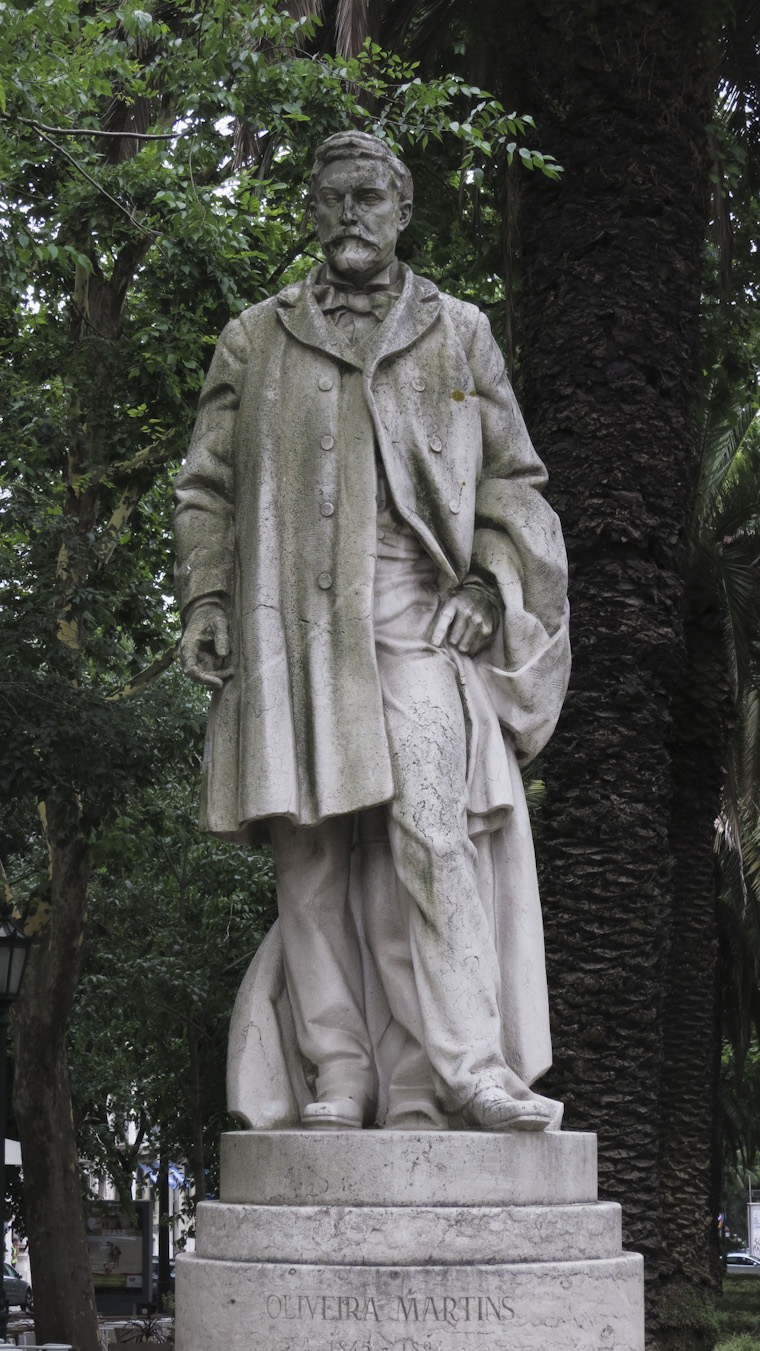
Leopoldo de Almeida: Denkmal für Oliveira Martins

Das Denkmal für Oliveira Martins ist ein Ehrenmal für den Historiker und Politiker Joaquim Pedro de Oliveira Martins (1845–1894) im Zentrum der portugiesischen Hauptstadt Lissabon.
Die aus Stein gehauene Statue wurde von dem Bildhauer Leopoldo de Almeida geschaffen und am 27. Mai 1952 gemeinsam mit dem Denkmal für António Feliciano de Castilho in den Grünanlagen der Avenida da Liberdade auf Höhe der Rua Alexandre Herculano enthüllt. Auftraggeber war die Câmara Municipal von Lissabon.
Die Statue steht auf einem etwa 1,50 Meter hohen Sockel, darin die Inschrift OLIVEIRA MARTINS.